# Thomas e gli indemoniati
Pour plus de détails, voir Fiche technique et Distribution.
Thomas e gli indemoniati est un film italien réalisé par Pupi Avati, sorti en 1970.

## Synopsis
Une modeste compagnie de théâtre travaille sur une pièce sur le spiritisme écrite par un acteur. L'intrigue tourne autour de Thomas, un enfant imaginaire doté de pouvoirs paranormaux. Pendant les répétitions, un événement incroyable se produit : l'enfant prend vie ...

## Fiche technique
- Titre : Thomas e gli indemoniati
- Réalisation : Pupi Avati
- Scénario : Pupi Avati, Antonio Avati et Giorgio Celli
- Photographie : Antonio Secchi
- Musique : Amedeo Tommasi
- Pays d'origine : Italie
- Format : Couleurs - 2,35:1 - Mono
- Genre : horreur
- Date de sortie : 1970

## Distribution
- Edmund Purdom : Marcus
- Anita Sanders : Giorgia
- Bob Tonelli : Bob
- Giulio Pizzirani : Pintus
- Gianni Cavina : Adam
- Mariangela Melato : Zoe